# Лидер палаты общин
Лидер палаты общин (англ. Leader of the House of Commons) — член Кабинета министров Великобритании, ответственный за связь и работу правительства в палате общин. Эта должность не является оплачиваемой, так как лидер палаты общин чаще всего занимает ещё одну должность. По некоторым вопросам лидер нижней палаты является заместителем Премьер-министра Великобритании.

## Историческая справка
В английской историографии первым лидером нижней палаты парламента принято считать Роберта Уолпола, хотя никаких документов той эпохи, в которых данная должность упоминается, нет. Несмотря на то, что формально её не существовало до середины XIX века, за связь правительства и нижней палаты парламента обычно отвечал сам премьер-министр или же канцлер казначейства (только в том случае, если глава правительства являлся пэром). Последним премьер-министром, занимавшим должность лидера палаты общин, был сэр Уинстон Черчилль.

## Полномочия
Лидер палаты общин несёт ответственность за связь правительства и нижней палаты: он непосредственно участвует в разработке правительственной программы законодательства, в организации её воплощения. Также в его обязанности входит составление графика работы палаты.
Лидер палаты общин совместно с лидером оппозиции принимает активное участие в планировании дебатов по вопросам, касающимся рассмотрения законопроектов. Лидеру нижней палаты подчинён один из департаментов правительства Великобритании — Секретариат лидера палаты общин, оказывающий помощь в исполнении им своих обязанностей.
Лидер нижней палаты — доверенное лицо премьер-министра страны. В отсутствие главы правительства он обязан отвечать на т. н. «вопросы премьер-министра» по средам.

## Список лидеров палаты общин
- 10 июля 1782 — 6 марта 1783 — Томас Таунсенд